# دافنه زونیگا
دافنه زونیگا (انگلیسی: Daphne Zuniga؛ زادهٔ ۲۸ اکتبر ۱۹۶۲) یک هنرپیشه اهل ایالات متحده آمریکا می‌باشد که بیشترین شهرت وی به خاطر ایفای نقش «لین کِر» در سریال مردم زیبا و بازی در فیلم‌های حتما، شاهزاده خانم کوارتربک، ویژن کوئست و مگس ۲ است.